# Далекобійник (фільм, 2008)
«Далекобійник» («Далекобійниця», англ. Trucker) — незалежний фільм Plum Pictures 2008 року, драма, знята режисером Джеймсом Моттерном за власним сценарієм. Продюсери — Скотт Хенс, Гальт Нідергоффер, Селін Реттрей, Даніела Таплін Лундберг. У головних ролях — Мішель Монаган, Натан Філліон та Бенджамін Бретт.

## Сюжет
Діана Форд (Мішель Монаган) — водійка далекобійної вантажівки. Вільний час вона проводить у компанії «чоловіків на одну ніч» та випиваючи зі своїм одруженим сусідом Раннером (Натан Філліон). Рутинне життя йде шкереберть, коли колишній чоловік, Лен (Бенджамін Бретт), залишає Діані їхнього 10-річного сина Пітера (Джиммі Беннет), аби та доглянула хлопця, поки Лен проходить курс лікування від раку.

## У ролях
- Мішель Монаган — Діана Форд
- Натан Філліон — Раннер
- Бенджамін Бретт[en] — Лен / Леонард Боннер
- Джої Лорен Адамс[en] — Дженні Белл
- Джиммі Беннет[en] — Пітер Боннер
- Брайс Джонсон[en] — Рік
- Меттью Лоренс[en] — Скотт
- Брендон Генсон — Том
- Мая Маклафлін — Моллі
- Рікі Еллісон — Роберт
- Джонні Сіммонс[en] — тінейджер
- Стівен Соуен — тінейджер
- Денніс Гайден — водій вантажівки
- Міка Бурам[en] — молода жінка
- Франклін Денніс Джонс — Джонні
- Амад Джексон — Доктор